# Aphelonema melichari
Aphelonema melichari är en insektsart som först beskrevs av Géza Horváth 1897.  Aphelonema melichari ingår i släktet Aphelonema och familjen Caliscelidae. Inga underarter finns listade i Catalogue of Life.